# Зун-Торей (населённый пункт)
Зун-Торе́й — разъезд (как тип населённого пункта при станции Зун-Торей) в Борзинском районе Забайкальского края, входит в состав городского поселения «Борзинское».

## География
Разъезд находится в центральной части района, на расстоянии примерно 4 км к северо-западу от города Борзя, административного центра района.

### Климат
Климат резко континентальный с жарким летом и холодной солнечной и малоснежной зимой. Средняя температура в июле +16 ÷ +20 °С), в январе −26 ÷ −28 °С. Среднее кол-во осадков не превышает 350 мм/год, особенно засушливы весна и начало лета. Продолжительность вегетационного периода до 150 дней и более.

## История
Посёлок при станции основан в 1938 году при строительстве Забайкальской железной дороги.

## Население
| 2010 | 2014 | 2016 | 2017 | 2018 | 2019 | 2020 |
| ---- | ---- | ---- | ---- | ---- | ---- | ---- |
| 117  | ↘115 | ↘112 | ↘109 | ↘108 | ↘106 | →106 |
| 2021 |      |      |      |      |      |      |
| ↘97  |      |      |      |      |      |      |

## Улицы
- ул. Заречная,
- ул. Линейная,
- ул. Молодёжная,
- ул. Перронная.

## Инфраструктура
Путевое хозяйство Читинского региона Забайкальской железной дороги. Действует железнодорожная станция Зун-Торей.

## Транспорт
Остановка общественного транспорта на автотрассе А350 Чита — Забайкальск.